# Yasuhiro Yoshiura
吉浦 康裕
Yasuhiro Yoshiura (吉浦 康裕, Yoshiura Yasuhiro) est un réalisateur japonais d'animation né en 1980 à Hokkaidō. Il est fondateur du Studio Rikka pour lequel il occupe les postes de scénariste, producteur, animateur 3D, photographe et monteur, tout en s'occupant du design et de la planification.

## Biographie
Yasuhiro Yoshiura est né à Hokkaidō en 1980 mais grandit dans la ville de Fukuoka. Au lycée, il s'intéresse au cinéma et aux jeux vidéo dont notamment Myst, véritable révélation pour lui, qui marque le début de son intérêt pour la CG,,. Après le lycée, il entre à l'institut de design de Kyūshū  (九州芸術工科大学, Kyūshū Geijutsu Kōka Daigaku, KID) afin de pouvoir travailler dans le domaine de la 3D.
À cette époque, il découvre les travaux du Studio 4°C et décide alors de réaliser des courts-métrages d'animation incluant de la 3D. Apprenant l'animation en auto-didacte, il réalise un court métrage de 2 minutes en 2000, Noisy Birth (我ハ機ナリ), conçu entièrement seul mis à part le son,. L'année suivante, il réalise un autre court métrage de 6 min, Kikumana (キクマナ), le premier estampillé Studio Rikka (スタジオリッカ, litt. « studio de neige »), studio qu'il a auto-fondé. En 2002, alors qu'il est dans sa quatrième année d'université, il signe un nouveau court métrage de 9 minutes, Mizu no Kotoba (水のコトバ), le premier en couleur et incluant de véritable dialogues.
Après avoir obtenu son diplôme en mars 2003, il participe à divers courts métrages d'animation en free-lance dont le générique d'ouverture de l'émission Pop Jam. Ce court métrage est sa première collaboration avec la toute jeune société Directions qui produit des artistes dans le domaine de l'art visuel. Désirant réaliser un court métrage plus long que ses précédents, Yoshiura s'inspire du format 20 minutes du Hoshi no Koe de Makoto Shinkai et réalise le remarqué Pale Cocoon, sa première œuvre commercialisée, sorti en 2006. C'est ce court métrage qui le révèle notamment à l'étranger, Pale Cocoon ayant été traduit en français et allemand par l'éditeur Dybex. Après avoir déménagé de Fukuoka vers Tōkyō, il réalise de Eve no jikan (2008-2009), une série de 6 épisodes diffusés en ligne (ONA) et travaille également sur le projet Evangelion: 2.0 You Can [Not] Advance en tant que designer.

## Influences
Yasuhiro Yoshiura s'estime grandement influencé par la science-fiction, notamment les ouvrages de Philip K. Dick et surtout celle d'Isaac Asimov dont il reconnait une grande influence sur Eve no jikan. Son goût de la CG lui vient de son intérêt précoce au monde des jeux vidéo et plus particulièrement du jeu Myst, sorti en 1993, qui est pour lui une véritable révélation. C'est ce jeu qui lui fait découvre la 3D et lui donna envie d'y travailler. 
Il ne s'est intéressé, de son propre aveu, que tardivement au monde de l'animation. Il regarde son premier anime au lycée, Neon Genesis Evangelion, sorti en 1995, et ne s'y intéressera véritablement qu'après avoir découvert les courts métrages du Studio 4 °C. 
Il reconnait cependant être influencé et grandement apprécier le travail du réalisateur Mamoru Oshii, notamment son film Ghost in the Shell, sorti en 1995.

## Filmographie
- Noisy Birth (我ハ機ナリ?), 2000
- Kikumana (キクマナ?), 2001
- Mizu no Kotoba (水のコトバ?), 2002, réalisateur, scénariste, doubleur
- Pale Cocoon (ペイル・コクーン?), 2005, réalisateur, scénariste, doubleur
- POP JAM (ポップジャム?), 2006, générique d'ouverture, supervision
- Eve no jikan (イヴの時間?), 2008-2009, réalisateur, scénariste
- Evangelion: 2.0 You Can [Not] Advance (ヱヴァンゲリヲン新劇場版:破?), 2009, design
- Eve no jikan - le film (イヴの時間?), 2010, réalisateur, scénariste
- NoitaminA (ノイタミナ?), 2010, nouveau jingle de l'émission
- Yozakura quartet - OAD (夜桜四重奏 〜ヨザクラカルテット〜?), 2010, CG du générique d'ouverture
- Kimi no iru machi (君のいる町?), 2012, supervision
- Patéma et le Monde inversé (サカサマのパテマ, Sakasama no Patema?), 2013, réalisateur, scénariste
- Harmonie (アルモニ?), 2014, scénariste
- Sing a Bit of Harmony (アイの歌声を聴かせて, Ai no utagoe o kikasete?), 2021, réalisateur, scénariste

## Studio Rikka
Le Studio Rikka (スタジオリッカ, litt. « studio début de l'été ») est un studio d'animation fondé le 3 avril 2000[réf. nécessaire] par l'auteur. Il y produit ses films d'animation.

### Productions
- Noisy Birth (我ハ機ナリ?) (2000)
- Kikumana (キクマナ?) (2001, 2 min)
- Mizu no Kotoba (水のコトバ?) (2002, 9 min)
- Pale Cocoon (ペイル・コクーン?) (2005, 23 min)
- Eve no jikan (イヴの時間?) (2008, 8 × 15 min)